# 후지와라 사가
후지와라 사가(일본어: 藤原 四家 후지와라 시케[*]) 또는 후지와라 씨 사가(일본어: 藤原氏 四家 후지와라우지 시케[*])는 후지와라노 후히토의 네 아들들(후지와라 사형제)이 세운 후지와라씨의 네 지류를 일컫는다.
- 후지와라 남가 - 중시조 후지와라노 무치마로(藤原武智麻呂, 680년 ~ 737년)
- 후지와라 북가 - 중시조 후지와라노 후사사키(藤原房前, 681년 ~ 737년)
- 후지와라 식가 - 중시조 후지와라노 우마카이(藤原宇合, 694년 ~ 737년)
- 후지와라 경가 - 중시조 후지와라노 마로(藤原麻呂, 695년 ~ 737년)

"후지와라"는 씨(氏)이지 가명(家名)이나 묘자(苗字)가 아니기 때문에, 메이지 시대 이전에는 "후지와라 가"라고 지칭되는 공가는 존재하지 않았다. 후지와라 사가란 "후지와라 가"가 아니라, "후지와라 씨"의 "남가", "북가", "식가", "경가"를 총칭하는 것이다.

## 같이 보기
- 후지와라씨
- 후지와라 사형제